# 愛德華茲群島 (卡尼斯蒂奧半島)
愛德華茲群島（英語：Edwards Islands）是南極洲的群島，位於瑪麗伯德地的阿蒙森海，處於卡尼斯蒂奧半島西南端，由約20座島嶼組成，根據美國海軍在1960年1月拍攝的空中照片繪入地圖，現時由南極條約體系管理。